# Cerchio di Brocard
Nella geometria piana, considerato un triangolo ABC, il suo punto di Lemoine K ed il suo circocentro O, riveste notevole interesse il cerchio che ha per diametro il segmento OK  (e per centro il punto medio di tale segmento, ossia il  centro del primo cerchio di Lemoine); il cerchio così ottenuto prende il nome di cerchio di Brocard, in onore del suo scopritore il matematico francese Pierre Brocard (1845-1922).

## Proprietà del cerchio di Brocard
- Se dato un triangolo ABC costruiamo internamente ad esso, su ognuno dei suoi lati, un triangolo isoscele a lui simile, i vertici A', B', C' dei tre triangoli che si determinano, formano un triangolo che non è simile a quello dato, tranne in due casi:

- - quando l'angolo alla base dei triangoli isosceli è nullo: infatti in questo caso A', B' e C' diventano i punti medi dei lati di ABC e il circoncerchio del triangolo A'B'C' è per definizione il cerchio di Feuerbach.

- - quando l'angolo alla base dei triangoli isosceli è uguale all'angolo di Brocard: in questo caso il circoncerchio del triangolo A'B'C' è per definizione il cerchio di Brocard.

- Il cerchio di Brocard è il luogo dei punti di Lemoine dei triangoli simili circoscritti al triangolo ABC. Tale cerchio passa per sette punti notevoli, cioè per il circoncentro O, per il punto di Lemoine K, per i punti di Brocard W e W' e, per i tre punti l, m, n, intersezione delle rette che uniscono W e W' ai vertici del triangolo ABC.

- Consideriamo un triangolo ABC, il suo cerchio di Brocard e i punti  A1, B1, C1, in cui tale cerchio seca le parallele a BC,CA, AB condotte per K; le rette AC1, BA1 e CB1 si intersecano sul cerchio nel primo punto di Brocard, mentre le rette AB1, BC1 e CA1 si intersecano sul cerchio nel secondo punto di Brocard.

infatti:
- - per definizione di cerchio di Brocard, il punto di Lemoine e il circoncentro stanno su tale cerchio;
  - se indichiamo con A1, B1, C1 i punti in cui il cerchio di Brocard interseca le parallele di Lemoine, le rette AC1, BA1, CB1 si intersecano per definizione sul cerchio nel primo punto di Brocard W;
  - le rette AB1, BC1, CA1 si intersecano sul cerchio nel secondo punto di Brocard W';
  - i tre punti d'intersezione delle rette che uniscono W e W' ai vertici del triangolo ABC, per come sono definiti, rappresentano i punti A1, B1, C1, della proprietà precedente, tali punti appartengono al cerchio di Brocard;

si può concludere che il cerchio di Brocard può essere definito il cerchio dei sette punti.
- Dato un triangolo ABC, i due punti di Brocard W e W' sono equidistanti dal punto di Lemoine K e la retta WW' è perpendicolare al segmento OK, ossia al diametro del cerchio di Brocard.

- Dato un triangolo ABC e il suo circoncentro O, le rette perpendicolari ai lati del triangolo e passanti per O, secano il cerchio di Brocard in tre punti A1, B1, C1, l'unione di questi punti origina un triangolo detto primo triangolo di Brocard.

- Dato un triangolo ABC e le sue simediane, esse secano il cerchio di Brocard in tre punti A2, B2, C2, l'unione di questi punti origina un triangolo detto secondo triangolo di Brocard.